# Élections législatives de 2002 dans le Territoire de Belfort
Les élections législatives françaises de 2002 se déroulent les 9 et 16 juin 2002. Dans le département du Territoire de Belfort, deux députés sont à élire dans le cadre de deux circonscriptions.

## Élus
| Circonscription | Député sortant          | Parti | Parti            | Député élu ou réélu | Parti | Parti |
| --------------- | ----------------------- | ----- | ---------------- | ------------------- | ----- | ----- |
| 1re             | Raymond Forni           |       | PS               | Damien Meslot       |       | UMP   |
| 2e              | Jean-Pierre Chevènement |       | Pôle républicain | Michel Zumkeller    |       | UMP   |

## Résultats

### Résultats à l'échelle du département
| Parti                                                     | Parti                             | Premier tour | Premier tour | Second tour | Second tour | Sièges |
| Parti                                                     | Parti                             | Voix         | %            | Voix        | %           | Sièges |
| --------------------------------------------------------- | --------------------------------- | ------------ | ------------ | ----------- | ----------- | ------ |
|                                                           | Parti socialiste                  | 15 263       | 26,36        | 12 979      | 23,61       | 0      |
|                                                           | Pôle républicain                  | 7 942        | 13,72        | 12 679      | 23,06       | 0      |
|                                                           | Parti communiste français         | 1 018        | 1,76         |             |             | 0      |
|                                                           | Les Verts                         | 1 003        | 1,73         | 0           |             |        |
|                                                           | Gauche parlementaire              | 25 226       | 43,57        | 25 658      | 46,68       | 0      |
|                                                           |                                   |              |              |             |             |        |
|                                                           | Union pour un mouvement populaire | 18 299       | 31,60        | 29 313      | 53,32       | 2      |
|                                                           | Divers droite                     | 1 815        | 3,13         |             |             | 0      |
|                                                           | Mouvement pour la France          | 274          | 0,47         | 0           |             |        |
|                                                           | Majorité présidentielle           | 20 388       | 35,21        | 29 313      | 53,32       | 2      |
|                                                           |                                   |              |              |             |             |        |
|                                                           | Front national                    | 8 961        | 15,48        |             |             | 0      |
|                                                           | Extrême gauche dont LO et PT      | 1 373        | 2,37         | 0           |             |        |
|                                                           | Mouvement national républicain    | 880          | 1,52         | 0           |             |        |
|                                                           | Divers écologiste dont MÉI et GÉ  | 785          | 1,36         | 0           |             |        |
|                                                           | Divers                            | 287          | 0,50         | 0           |             |        |
|                                                           |                                   |              |              |             |             |        |
| Inscrits                                                  | Inscrits                          | 89 938       | 100,00       | 89 725      | 100,00      | 2      |
| Abstentions                                               | Abstentions                       | 30 415       | 33,82        | 30 926      | 34,47       |        |
| Votants                                                   | Votants                           | 59 523       | 66,18        | 58 799      | 65,53       |        |
| Blancs et nuls                                            | Blancs et nuls                    | 1 623        | 2,73         | 3 828       | 6,51        |        |
| Exprimés                                                  | Exprimés                          | 57 900       | 97,27        | 54 971      | 93,49       |        |
| Source : Ministère de l'Intérieur - Territoire de Belfort |                                   |              |              |             |             |        |

### Résultats par circonscription

#### Première circonscription (Belfort-Sud)
| Candidat       | Candidat              | Parti            | Premier tour | Premier tour | Second tour | Second tour |  |
| Candidat       | Candidat              | Parti            | Voix         | %            | Voix        | %           |  |
| -------------- | --------------------- | ---------------- | ------------ | ------------ | ----------- | ----------- |  |
|                | Damien Meslot élu     | UMP              | 10 739       | 37,78        | 14 770      | 53,23       |  |
|                | Raymond Forni sortant | PS               | 9 732        | 34,24        | 12 979      | 46,77       |  |
|                | Yolande Pflieger      | FN               | 4 107        | 14,45        |             |             |  |
|                | Jackie Drouet         | Pôle républicain | 1 604        | 5,64         |             |             |  |
|                | Christiane Petitot    | LO               | 561          | 1,97         |             |             |  |
|                | Daniel Couqueberg     | PCF              | 489          | 1,72         |             |             |  |
|                | Philippe Freyburger   | GÉ               | 458          | 1,61         |             |             |  |
|                | Yvan Lajeanne         | MNR              | 445          | 1,57         |             |             |  |
|                | Christine Roussel     | MPF              | 274          | 0,96         |             |             |  |
|                | Nicolas Dufays        | PF               | 16           | 0,06         |             |             |  |
|                |                       |                  |              |              |             |             |  |
| Inscrits       | Inscrits              | Inscrits         | 43 979       | 100,00       | 43 970      | 100,00      |  |
| Abstentions    | Abstentions           | Abstentions      | 14 748       | 33,53        | 14 784      | 33,62       |  |
| Votants        | Votants               | Votants          | 29 231       | 66,47        | 29 186      | 66,38       |  |
| Blancs et nuls | Blancs et nuls        | Blancs et nuls   | 806          | 2,76         | 1 437       | 4,92        |  |
| Exprimés       | Exprimés              | Exprimés         | 28 425       | 97,24        | 27 749      | 95,08       |  |

#### Deuxième circonscription (Belfort-Nord)
| Candidat                     | Candidat                        | Parti                   | Premier tour | Premier tour | Second tour | Second tour |  |
| Candidat                     | Candidat                        | Parti                   | Voix         | %            | Voix        | %           |  |
| ---------------------------- | ------------------------------- | ----------------------- | ------------ | ------------ | ----------- | ----------- |  |
|                              | Michel Zumkeller élu            | UMP                     | 7 560        | 25,65        | 14 543      | 53,42       |  |
|                              | Jean-Pierre Chevènement sortant | Pôle républicain        | 6 338        | 21,50        | 12 679      | 46,58       |  |
|                              | Yves Ackermann                  | PS                      | 5 531        | 18,77        |             |             |  |
|                              | Marie-Thèrese Munnier           | FN                      | 4 854        | 16,47        |             |             |  |
|                              | Lionel Courbey                  | Divers droite (UDF)     | 1 815        | 6,16         |             |             |  |
|                              | Céline Raigneau                 | Les Verts               | 1 003        | 3,40         |             |             |  |
|                              | Gérard Belot                    | LO                      | 592          | 2,01         |             |             |  |
|                              | Jacques Meister                 | PCF                     | 529          | 1,79         |             |             |  |
|                              | Bernard Durrenwachter           | MNR                     | 435          | 1,48         |             |             |  |
|                              | Majid Saïghi                    | Divers                  | 257          | 0,87         |             |             |  |
|                              | Isabelle Chateaudon             | Divers écologiste (MÉI) | 249          | 0,84         |             |             |  |
|                              | Jacques Mayer                   | Extrême gauche (PT)     | 220          | 0,75         |             |             |  |
|                              | Éric Bourget                    | Divers écologiste (GÉ)  | 78           | 0,26         |             |             |  |
|                              | Marie-Christine Rohmer          | Divers (PF)             | 14           | 0,05         |             |             |  |
|                              |                                 |                         |              |              |             |             |  |
| Inscrits                     | Inscrits                        | Inscrits                | 45 959       | 100,00       | 45 755      | 100,00      |  |
| Abstentions                  | Abstentions                     | Abstentions             | 15 667       | 34,09        | 16 142      | 35,28       |  |
| Votants                      | Votants                         | Votants                 | 30 292       | 65,91        | 29 613      | 64,72       |  |
| Blancs et nuls               | Blancs et nuls                  | Blancs et nuls          | 817          | 2,7          | 2 391       | 8,07        |  |
| Exprimés                     | Exprimés                        | Exprimés                | 29 475       | 97,3         | 27 222      | 91,93       |  |
| Source : Assemblée nationale |                                 |                         |              |              |             |             |  |